# Alcântara (Lisboa)
Alcântara es una freguesia portuguesa perteneciente al municipio de Lisboa, con 4,39 km² de área y 14 443 habitantes (2001). La densidad asciende a 3293,0 hab/km².

## Toponimia
El nombre de esta parroquia deriva del árabe al-qantara, que significa puente. De esta forma se denominaba al puente que atravesaba el río en esta parte, que terminó llamándose ribera de Alcântara en la época de Juan V.

## Historia
Aunque actualmente, se encuentra en la parte central de Lisboa, con anterioridad era uno de lo suburbios de las afueras, con granjas y palacios. En el siglo XVI, había un pequeño riachuelo en el cual los nobles solían pasear en barcas. 
En el año 1580 los tercios de España bajo el mando del duque de Alba derrotaron a las fuerzas portuguesas del prior de Crato en la batalla de Alcántara, en el contexto de la crisis sucesoria de Portugal. A finales del siglo XIX Alcântara se convirtió en un área industrial, con muchas fábricas y almacenes. Con el paso del tiempo, esta área ha perdido los antiguos edificios, el riachuelo y los lavaderos donde las mujeres iban a hacer la colada.

## Demografía
| Gráfica de evolución demográfica de Alcântara entre 2011 y 2021 |
|                                                                 |
| Datos según el nomenclátor publicado por el INE portugués.      |

## Economía
Durante la década de los 90, Alcântara empezó a llenarse de pubs y discotecas, en gran medida porque se encuentra en una zona alejada y el ruido no molesta a los vecinos. En la actualidad, se han creado algunos apartamentos y loft, desde los cuales sus propietarios disfrutan de inmejorables vistas al río.

## Patrimonio
Entre su patrimonio arquitectónico destaca el Convento de las Flamencas, pero más aún el impresionante acueducto que sobrevuela el profundo valle de lado a lado, y cuya fábrica sobrevivió al gran terremoto de Lisboa.